# 블라인드 (2022년 드라마)
《블라인드》는 2022년 9월 16일부터 2022년 11월 5일까지 방송했던 tvN 금토 드라마였다.

## 프로그램 소개
억울하게 피해자가 된 사람들과 가해자들에 대한 이야기를 그린 드라마

## 제작진

### 제작사
- 스튜디오드래곤
- 판타지오

### 제작
- 남궁정
- 신영진

### 극본
- 권기경 : KBS 2TV 청소년 드라마 《반올림》(공동 집필), KBS 2TV 청소년 드라마 《반올림 2》(공동 집필), MBC 주간 드라마 《옥션하우스》(공동 집필), KBS 1TV 청소년 드라마 《안단테》(공동 집필) 집필

### 연출
- 신용휘 : MBC 수목 드라마 《베토벤 바이러스》(공동 연출), SBS 월화 드라마 《신의》(공동 연출), KBS 2TV 월화 드라마 《예쁜 남자》(공동 연출), OCN 《터널》(연출), MBC 주말 특별 기획 드라마 《숨바꼭질》(연출), tvN 금토 드라마 《보이스 4》(공동 연출) 연출
- 한승훈

## 등장 인물

### 주요 인물
- 옥택연 : 류성준 (30세) 역 - 강력4팀 경장, 류성훈 남동생.
- 하석진 : 류성훈 (35세) 역 - 무영지방법원 형사합의44부 판사, 성준의 형. (소년 11)
- 정은지 : 조은기 (29세) 역 - 사회복지사, 태어날 때부터 아빠라는 존재는 본 적도 없는 사생아.

### 류성준 주변 인물
- 조서후 : 소영 (30세) 역 - 국립과학수사연구원 부검의, 류성준 고등학교 동창.
- 오민애 : 김숙희 (55세) 역 - 인성이네 식당 주인

### 류성훈 주변 인물
- 최홍일 : 류일호 (62세) 역 - 대법관, 류성준, 류성훈 아버지. 김숙희 남편.
- 조경숙 : 나국희 (58세) 역 - 복지부장관 내정자, 류성준, 류성훈 어머니. 행시 출신의 복지부 공무원. 류일호 아내.

### 조은기 주변 인물
- 조연희 : 조인숙 (55세) 역 - 조은기 어머니, 요양보호사.
- 강나언 : 권유나 (17세) 역 - 고등학생

### 무영경찰서 사람들
- 정인기 : 염기남 (55세) 역 - 서장
- 정의욱 : 오영국 (49세) 역 - 강력4팀장, 강력4팀을 이끄는 팀장이자 팀원들의 든든한 맏형. 진급에 대한 욕심보다는 '무사고! 안전 제일!'이 우선인 사람.
- 윤정혁 : 강창욱 (32세) 역 - 강력4팀 경위
- 결휘 : 나동화 (37세) 역 - 강력4팀 경사
- 김민석 : 김석구 (27세) 역 - 강력4팀 순경, 아시안 게임 유도 동메달리스트. 류성준 파트너.

### 배심원
- 김하균 : 강영기 (62세) 역 - 전직 대기업 간부
- 최지연 : 권경자 (47세) 역 - 무속인
- 조승연 : 배철호 (52세) 역 - NTS방송국PD
- 채동현 : 안태호 (35세) 역 - 건축 소장
- 백승희 : 염혜진 (33세) 역 - 유명 인플루언서, 코코맘이라는 아이디로 SNS에 패션 정보를 올리는데 예쁘고 감각도 있어서 나름 알아주는 인플루언서.
- 박지빈 : 정인성 (30세) / 정윤재 역 - IT보안회사 엔지니어, 소년 13
- 최재섭 : 최순길 (49세) 역 - 개인 택시기사
- 오승윤 : 찰스 (32세) / 이현수 역 - 일식 셰프, 한국 이름은 이정수. 고급 일식집 '소수'의 주인이자 셰프.

### 희망복지원 아이들
- 남도윤 : 안태호 역 - 소년 7 (15세)
- 정지훈 : 임성훈 역 - 소년 11 (15세)
- 진유찬 : 소년 12 (11세) 역
- 김건우 : 정윤재 역 - 소년 13 (13세)
- 박준혁 : 이현수 역 - 소년 24 (15세)
- 박윤호 : 임승민 역 - 소년 27 (19세)

### 그 외 인물
- 김법래 : 백문강 (59세) 역 - 희망식품 사장
- 전진우 : 정만춘 (50세) 역 - 조선족 노동자, 젊은 시절 중국에서 범죄를 저지르고 한국으로 도망쳐 온 불법 체류자.
- 정찬우 : 구 중사 (47세) 역 - 희망식품 직원
- 미상 : 여대생 역
- 미상 : 범죄자 역
- 미상 : 염기남 딸 역
- 미상 : 정만춘 부인 역
- 미상 : 강영기 딸 역
- 미상 : 경찰 역
- 미상 : 백지은 역
- 미상 : 희망복지원 피해자 역
- 미상 : 경찰서 앞에서 식당을 영업 중인 아주머니 역

## 시청률
최저 시청률과 최고 시청률은 시청률 조사회사와 지역별로 시청률에 차이가 있을 수 있습니다.
| 2022년 | 2022년    | 2022년     | 2022년     | 2022년 |
| 회차   | 방송일    | AGB 시청률 | AGB 시청률 |        |
| 회차   | 방송일    | 한국(전국) | 수도권     |        |
| ------ | --------- | ---------- | ---------- | ------ |
| 1회    | 9월 16일  | 3.385%     | 3.954%     |        |
| 2회    | 9월 17일  | 2.430%     | 2.627%     |        |
| 3회    | 9월 23일  | 2.460%     | 2.540%     |        |
| 4회    | 9월 24일  | 2.591%     | 2.799%     |        |
| 5회    | 9월 30일  | 1.785%     | 1.804%     |        |
| 6회    | 10월 1일  | 2.847%     | 3.415%     |        |
| 7회    | 10월 7일  | 2.194%     | 2.442%     |        |
| 8회    | 10월 8일  | 2.849%     | 3.191%     |        |
| 9회    | 10월 14일 | 2.383%     | 2.704%     |        |
| 10회   | 10월 15일 | 2.582%     | 2.989%     |        |
| 11회   | 10월 21일 | 2.535%     | 2.912%     |        |
| 12회   | 10월 22일 | 2.172%     | 2.531%     |        |
| 13회   | 10월 28일 | 3.152%     | 3.555%     |        |
| 14회   | 10월 29일 | 2.613%     | 2.790%     |        |
| 15회   | 11월 4일  | 2.518%     | 2.809%     |        |
| 16회   | 11월 5일  | 3.136%     | 3.127%     |        |

## 같이 보기
- 대한민국의 텔레비전 드라마 목록 (ㅂ)
- 2022년 대한민국의 텔레비전 드라마 목록